# Giải bóng đá nữ vô địch quốc gia 2024
Giải bóng đá nữ Vô địch Quốc gia 2024 (tên gọi chính thức: Giải bóng đá nữ Vô địch Quốc gia - Cúp Thái Sơn Bắc 2024) là giải đấu bóng đá lần thứ 27 của Giải bóng đá nữ vô địch quốc gia, giải đấu diễn ra thường niên do VFF tổ chức. Mùa giải khởi tranh vào ngày 1 tháng 5 và kết thúc vào ngày 2 tháng 8 năm 2024.

## Thể thức thi đấu
8 đội bóng thi đấu vòng tròn hai lượt (lượt đi và lượt về) tập trung tại địa phương đăng cai để tính điểm, xếp hạng:
- Lượt đi diễn ra từ ngày 1 tháng 5 đến ngày 1 tháng 6 tại Bà Rịa – Vũng Tàu.
- Lượt về diễn ra từ ngày 2 tháng 7 đến ngày 2 tháng 8.

## Các đội bóng
Giải có 8 đội bóng tham dự gồm: Hà Nội I, Hà Nội II, Phong Phú Hà Nam, Thành phố Hồ Chí Minh I, Thành phố Hồ Chí Minh II, Sơn La, Than Khoáng Sản Việt Nam, và Thái Nguyên T&T.

## Bảng xếp hạng
| VT | Đội                      | ST | T  | H | B  | BT | BB | HS  | Đ  | Chung cuộc |
| -- | ------------------------ | -- | -- | - | -- | -- | -- | --- | -- | ---------- |
| 1  | Thành phố Hồ Chí Minh I  | 14 | 10 | 3 | 1  | 32 | 9  | +23 | 33 | Vô địch    |
| 2  | Than Khoáng Sản Việt Nam | 14 | 9  | 4 | 1  | 36 | 7  | +29 | 31 | Á quân     |
| 3  | Thái Nguyên T&T          | 14 | 9  | 3 | 2  | 30 | 7  | +23 | 30 | Hạng ba    |
| 4  | Hà Nội I                 | 14 | 9  | 3 | 2  | 36 | 9  | +27 | 30 |            |
| 5  | Phong Phú Hà Nam         | 14 | 5  | 2 | 7  | 18 | 12 | +6  | 17 |            |
| 6  | Thành phố Hồ Chí Minh II | 14 | 2  | 2 | 10 | 5  | 37 | −32 | 8  |            |
| 7  | Hà Nội II                | 14 | 2  | 1 | 11 | 10 | 44 | −34 | 7  |            |
| 8  | Sơn La                   | 14 | 1  | 0 | 13 | 6  | 48 | −42 | 3  |            |